# Ivan Kobal (kemik)
Ivan Kobal, slovenski kemik, * 21. januar 1941, Vrhpolje pri Vipavi
Kobal je leta 1964 diplomiral na ljubljanski FNT in prav tam 1977 tudi doktoriral. Strokovno se je izpolonjeval na več tujih univerzah v Lublinu (Poljska), New Orleansu (ZDA) ter v Saporu (Japonska). Leta 1965 se je zaposlil na inštitutu IJS v Ljubljani, kjer je bil od 1984 vodja Odseka za fizikalno in organsko kemijo.